# Хронология строительства ныне действующих троллейбусных систем
Хронология строительства ныне действующих троллейбусных систем — года начала организации и строительства ныне действующих троллейбусных систем в государствах и странах мира:
- 1914 — Шанхай (Китай)
- 1923 — Филадельфия (США)
- 1933 — Москва (СССР, ныне Россия), Будапешт (Венгрия), Милан (Италия), Дейтон (США)
- 1934 — Лион (Франция)
- 1935 — Киев (СССР, ныне Украина), Сан-Франциско (США)
- 1936 — Ростов-на-Дону (СССР, РСФСР), Ленинград (ныне Санкт-Петербург, Россия), Бостон (США)
- 1938 — Винтертур (Швейцария)
- 1939 — Черновцы (Румыния, ныне Украина), Харьков (СССР, ныне Украина), Римини (Италия), Цюрих (Швейцария)
- 1940 — Сиэтл (США), Нёвшатель, Берн и Биль (Швейцария), Сталино (СССР, ныне Донецк, Украина), Неаполь (Италия), Зальцбург (фашистская Германия, ныне Австрия), Эберсвальде (Германия)
- 1941 — Братислава (Словакия), Пильзен (Протекторат Богемии и Моравии, ныне Пльзень, Чехия), Базель и Люцерн (Швейцария)
- 1942 — Сент-Этьен (Франция), Куйбышев (СССР, ныне Самара, Россия), Челябинск (СССР, ныне Россия), Сан-Ремо (Италия), Женева (Швейцария), Тимишоара (Венгрия, ныне Румыния)
- 1943 — Свердловск (СССР, ныне Екатеринбург, Россия), Киров (СССР, ныне Россия), Гдинген (фашистская Германия, ныне Гдыня, Польша), Лимож (Франция)
- 1944 — Эслинген (Германия), Злин (Протекторат Богемии и Моравии, ныне Чехия), Алма-Ата (СССР, ныне Казахстан), Линц (фашистская Германия, ныне Австрия)
- 1945 — Одесса (СССР, ныне Украина)
- 1947 — Днепропетровск (СССР, ныне Украина), Коимбра (Португалия), Рига (СССР, ныне Латвия), Белград (Югославия, ныне Сербия), Горький (СССР, ныне Нижний Новгород, Россия)
- 1948 — Пенза и Казань (СССР, ныне Россия), София (Болгария), Йиглава (Чехословакия, ныне Чехия), Ванкувер (Канада)
- 1949 — Ереван (СССР, ныне Армения), Рязань и Ярославль (СССР, ныне Россия), Кишинёв (СССР, ныне Молдавия), Бухарест (Румыния), Арнем (Нидерланды), Запорожье (СССР, ныне Украина), Брно и Градец-Кралове (Чехословакия, ныне Чехия), Фрибур (Швейцария), Сан-Паулу (Бразилия), Афины (Греция)
- 1950 — Краснодар (СССР, ныне Россия), Севастополь (СССР, ныне Россия/Украина[1]), Милан (Италия), Санкт-Галлен (Швейцария)
- 1951 — Бишкек (СССР, ныне Киргизия), Любляна(Югославия, ныне Словения), Мехико (Мексика)
- 1952 — Теплице, Пардубице, Острава, Опава и Марианске-Лазне (Чехословакия, ныне Чехия), Кальяри (Италия), Львов (СССР, ныне Украина), Вальпараисо (Чили), Золинген (Германия), Минск (СССР, ныне Белоруссия), Владимир, Саратов и Энгельс (СССР, ныне Россия)
- 1953 — Чкалов (СССР, ныне Оренбург, Россия), Парма (Италия), Люблин (Польша)
- 1955 — Омск и Тамбов (СССР, ныне Россия), Душанбе (СССР, ныне Таджикистан)
- 1956 — Калуга[2] (СССР, ныне Россия), Вильнюс (СССР, ныне Литва)
- 1957 — Кривой Рог (СССР, ныне Украина), Новосибирск (СССР, ныне Россия), Монтрё (Швейцария), Пекин (Китай)
- 1958 — Ухань (Китай), Мендоса (Аргентина)
- 1959 — Симферополь, Симферополь — Алушта (СССР, ныне Россия/Украина[1]), Красноярск (СССР, ныне Россия), Клуж-Напока и Брашов (Румыния), Росарио (Аргентина)
- 1960 — Воронеж, Брянск (СССР, ныне Россия) и Сталинград (СССР, ныне Волгоград, Россия), Далянь, Гуанчжоу, Тайюань и Циндао (Китай), Херсон (СССР, ныне Украина)
- 1961 — Стерлитамак, Петрозаводск и Березники (СССР, ныне Россия), Ялта, Ялта — Алушта (СССР, ныне Россия/Украина[1]), Ханчжоу (Китай)
- 1962 — Иваново, Мурманск, Тула и Уфа (СССР, ныне Россия), Полтава, Житомир и Луганск (СССР, ныне Украина), Гомель (СССР, ныне Беларусь), Прешов (Чехословакия, ныне Словакия), Пхеньян (КНДР)
- 1963 — Сантус (Бразилия)
- 1964 — Ставрополь, Чебоксары (СССР, ныне Россия), Винница и Чернигов (СССР, ныне Украина)
- 1965 — Владивосток (СССР, ныне Россия), Каунас (СССР, ныне Литва), Таллин (СССР, ныне Эстония), Черкассы (СССР, ныне Украина).
- 1966 — Тольятти, Саранск (СССР, ныне Россия), Кременчуг (СССР, ныне Украина), Шаффхаузен (Швейцария)
- 1967 — Балаково, Томск (СССР, ныне Россия), Тирасполь (СССР, ныне Приднестровская Молдавская Республика/Молдова[3]), Сумы, Кировоград и Николаев (СССР, ныне Украина)
- 1968 — Сухуми (СССР, ныне Абхазия (Грузия)), Ижевск и Орёл (Россия), Бахмут (СССР, ныне Украина)
- 1969 — Макеевка (СССР, ныне Украина), Новороссийск (СССР, ныне Россия)
- 1970 — Иркутск, Йошкар-Ола, Кемерово, Чита (СССР, Читинская область, ныне Россия, Забайкальский край), Жданов (СССР, ныне Мариуполь, Украина), Хмельницкий (СССР, ныне Украина), Могилёв (СССР, ныне Белоруссия), Чхонджин (КНДР)
- 1971 — Краматорск (СССР, ныне Украина)
- 1972 — Курск (СССР, ныне Россия), Лисичанск и Луцк (СССР, ныне Украина), Бельцы (СССР, ныне Молдавия)
- 1973 — Ульяновск, Барнаул, Рубцовск и Махачкала (СССР, ныне Россия)
- 1974 — Майкоп (СССР, ныне Россия), Ровно и Горловка (СССР, ныне Украина), Гродно (СССР, ныне Белоруссия)
- 1975 — Братск, Калининград, Ковров и Хабаровск (СССР, ныне Россия), Тернополь (СССР, ныне Украина)
- 1976 — Хамхын (КНДР), Альметьевск, Армавир, Вологда, Дзержинск и Рыбинск (СССР, ныне Россия), Гвадалахара (Мексика)
- 1977 — Волгодонск и Таганрог (СССР, ныне Россия), Славянск (СССР, ныне Украина), Ош (СССР, ныне Киргизия), Цзинань (Китай)
- 1978 — Северодонецк (СССР, ныне Украина), Бобруйск и Витебск (СССР, ныне Белоруссия), Новокузнецк (СССР, ныне Россия), Синыйджу (КНДР)
- 1979 — Сегед (Венгрия), Новочебоксарск (СССР, ныне Россия), Ковон (КНДР)
- 1980 — Абакан и Нальчик (СССР, ныне Россия), Белая Церковь (СССР, ныне Украина)
- 1981 — Брест (СССР, ныне Белоруссия)
- 1982 — Тыхы (Польша), Харцызск (СССР, ныне Украина)
- 1983 — Ивано-Франковск (СССР, ныне Украина), Пхёнсон и Рёндун (КНДР)
- 1984 — Ленинск-Кузнецкий (СССР, ныне Россия), Лоян (Китай)
- 1985 — Дебрецен (Венгрия), Миасс (СССР, ныне Россия), Плевен (Болгария)
- 1986 — Мархун и Хэджу (КНДР), Новокуйбышевск (СССР, ныне Россия), Варна и Сливен (Болгария)
- 1987 — Анджу (КНДР), Краснодон и Антрацит (СССР, ныне Украина), Улан-Батор (Монголия)
- 1988 — Черкесск (СССР, ныне Россия), Враца, Русе, Стара-Загора (Болгария), Вонсан и Унхун (КНДР), Усти-над-Лабем (Чехословакия, ныне Чехия)
- 1989 — Сунчхон (КНДР), Кордова (Аргентина), Бургас (Болгария), Галац и Медиаш (Румыния), Банска-Бистрица (Чехословакия, ныне Словакия)
- 1990 — Токчхон (КНДР)
- 1991 — Болонья (Италия), Ческе-Будеёвице (Чехословакия, ныне Чехия), Смоленск (СССР, ныне Россия)
- 1992 — Канге (КНДР), Кьети (Италия)
- 1993 — Пазарджик и Хасково (Болгария), Сонним и Рёндэ (КНДР), Кошице (Словакия), Бендеры (Приднестровская Молдавская Республика/Молдова[3]), Алушта (Украина, ныне Россия/Украина[1])
- 1994 — Капсан (КНДР), Жилина (Словакия), Нарын (Киргизия)
- 1995 — Хомутов и Йирков (Чехия), Тыргу-Жиу (Румыния), Саривон (КНДР), Сараево (Босния и Герцеговина), Новгород (Россия, ныне Великий Новгород), Кито (Эквадор)
- 1996 — Онсон (КНДР), Бая-Маре (Румыния), Куробэ и Татеяма (подземный скоростной троллейбус, Япония)
- 1997 — Ургенч — Хива (Узбекистан), Плоешти (Румыния), Химки (Россия), Генуя (Италия)
- 2000 — Видное (Россия)
- 2001 — Подольск (Россия)
- 2003 — Ландскруна (Швеция)
- 2004 — Керчь (Украина, ныне Россия/Украина[1])
- 2005 — Рим (Италия)
- 2006 — Мерида (Венесуэла)
- 2008 — Кастельон-де-ла-Плана (Испания)
- 2009 — Кьети (Италия)
- 2012 — Лечче (Италия)
- 2013 — Эр-Рияд (Саудовская Аравия)
- 2015 — Малатья (Турция)
- 2017 — Марракеш (Марокко), Прага (Чехия)
- 2018 — Баодин (Китай)[4]
- 2023 — Шанлыурфа (Турция)[5]